# Russell C. Brock
Russell Claude Brock, Baron Brock (* 24. Oktober 1903 in London; † 3. September 1980 ebenda) war ein britischer Thorax- und Herzchirurg und Politiker.

## Leben
Russell Claude Brock war der Sohn des angesehenen Photographen Herbert Brock. Er studierte ab 1921 Medizin an der Guy´s Hospital Medical School. 1926 erhielt er das Lizenziat des Royal College of Physicians of London (LRCP) und wurde Mitglied des Royal College of Surgeons (MRCS). 1927 folgten die Bachelorabschlüsse in Medizin (MB) und Chirurgie (BS). Er wurde Demonstrator für Anatomie und Pathologie am Guy´s Hospital und wurde 1929 Fellow des Royal College of Surgeons (FRCS). 1929 bis 1930 war er bei dem bekannten Thorax-Chirurgen Evarts Graham (1883–1957) an der Washington University in St. Louis. 1932 war er wieder am Guy´s Hospital, wo er Tutor war und seine Facharztausbildung (Surgical Registrator) fortsetzte. 1938 wurde er Professor (Hunterian Professor). 1935 bis 1946 war er Thorax-Chirurg (Consultant) am London County Council, 1936 bis 1945 Chirurg des Ministry of Pensions am Roehampton Hospital und 1936 bis 1968 Chirurg am Guy´s Hospital und Brompton Hospital.
Er war seit 1927 mit Germaine Louise Ladavèze verheiratet, mit der er drei Töchter hatte. Nach ihrem Tod 1978 heiratete er erneut.

## Werk
Russell C. Brock war nach dem Krieg in den 1940er Jahren einer der Pioniere in der Chirurgie angeborener Herzkrankheiten wie der Fallot-Tetralogie, die er 1948 erfolgreich operierte (mit einer neuen Technik, eine verengte Pulmonalklappe zu öffnen), ebenso wie eine Mitralstenose (wie gleichzeitig Horace Smithy, Charles Bailey und Dwight Harken in den USA, die wie Brock die Mitralkommissurotomie zur Routinemethode ausbauten). Er übernahm früh in Europa Neuerungen aus den USA (wie die Herz-Lungen-Maschine) und tauschte sich mit Alfred Blalock in Baltimore aus.

## Ehrungen und Mitgliedschaften
1935 erhielt er den Jacksonian Prize des Royal College of Surgeons. Er war Ehrendoktor der Universitäten Cambridge, Hamburg, München, Leeds und Guelph. Er erhielt 1961 den Gairdner Foundation International Award und 1967 die Lister-Medaille.
1954 wurde er zum Ritter (Knight Bachelor) geschlagen. Am 5. Juli 1965 wurde er mit dem Titel eines Baron Brock, of Wimbledon in the London Borough of Merton, zum Life Peer erhoben und war seither Mitglied des House of Lords.

## Schriften
- Pulmonary valvulotomy for relief of congenital pulmonary stenosis. In: British Medical Journal. Band 1, 1948, S. 1121 ff.
- The Anatomy of the Bronchial Tree, with special reference to the surgery of lung abscess. Oxford University Press, London 1946; 2. Auflage 1954.
- The Life and Work of Astley Cooper. E. & S. Livingstone, Edinburgh/London 1952.
- Lung Abscess. Blackwell Scientific Publication, Oxford 1952.
- The Anatomy of Congenital Pulmonary Stenosis. Cassell & Co, London 1957.
- John Keats and Joseph Severn, the tragedy of the last illness. 1973.